# Каранбаш (Давлекановский район)
Каранбаш (баш. Ҡаранбаш) — деревня в Давлекановском районе Республики Башкортостан Российской Федерации. Входит в состав Сергиопольского сельсовета.

## География

### Географическое положение
Расстояние до:
- районного центра (Давлеканово): 10 км,
- центра сельсовета (Сергиополь): 4 км,
- ближайшей ж/д станции (Давлеканово): 10 км.

## Население
| 2002 | 2009 | 2010 |
| ---- | ---- | ---- |
| 205  | ↘178 | ↗185 |

Согласно переписи 2002 года, преобладающая национальность — русские (56 %).